# 沙蒂尼亚克
沙蒂尼亚克（法語：Châtignac，法語發音：[ʃatiɲak]）是法国夏朗德省的一个市镇，位于该省南部，属于干邑区。

## 地理
沙蒂尼亚克（45°20'49"N, 0°0'30"W）面积9.75 平方千米，位于法国新阿基坦大区夏朗德省，该省份为法国西部内陆省份，北起德塞夫勒省和维埃纳省，东临上维埃纳省，东南至多尔多涅省，南至多爾多涅省，西接滨海夏朗德省。
与沙蒂尼亚克接壤的市镇（或旧市镇、城区）包括：布里苏沙莱、布罗萨克、帕西拉克、圣费利、圣洛朗德孔布、圣苏利娜。

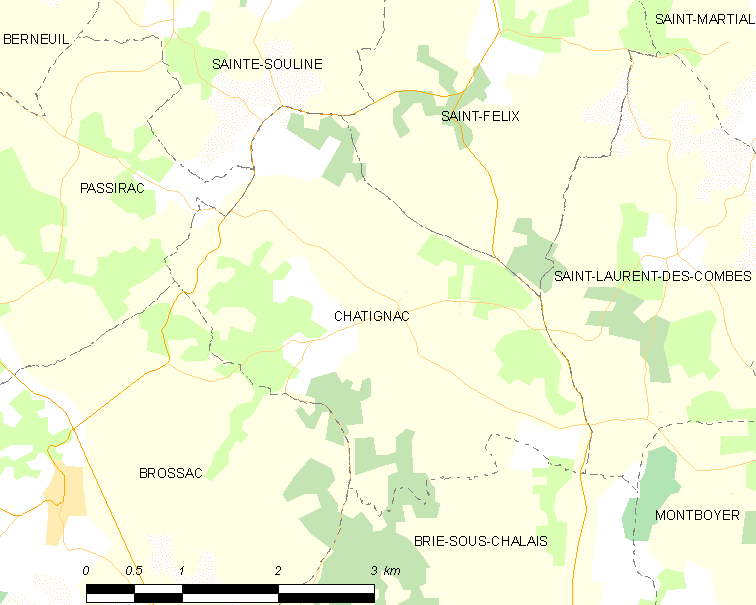
沙蒂尼亚克的OSM定位图

沙蒂尼亚克的时区为UTC+01:00、UTC+02:00（夏令时）。

## 行政
沙蒂尼亚克的邮政编码为16480，INSEE市镇编码为16091。

## 政治
沙蒂尼亚克所属的省级选区为蒂德-拉瓦莱特县。

## 人口

1962-2008年间沙蒂尼亚克人口变化图示

沙蒂尼亚克于2022年1月1日时的人口数量为166人。